# Roi Mata
Roi Mata (fl. XIII secolo) fu un potente capo melanesiano del XIII secolo, in quello che ora è Vanuatu.
La sua faraonica tomba, contenente i corpi di oltre 25 membri del suo entourage, venne scoperta dall'archeologo francese José Garanger nel 1967, ed iscritta tra i patrimoni dell'umanità nel 2008. Garranger fu in grado di localizzare la tomba sull'isola di Retoka attraverso l'analisi del folklore locale. Secondo la leggenda, quando Roi Mata conquistò la terra, il suo primo obiettivo fu quello di unire le tribù. Si ritiene che il suo regno sia stato un mondo pacifico. Roi Mata morì avvelenato dal fratello, ma il suo corpo non venne tumulato nel paese natale dato che gli abitanti locali ne temevano lo spirito. Il nome Roi Mata non è più stato usato dopo la sua morte.
Nel 2008 tre siti associati a Roi Mata, sulle isole di Éfaté, Lelepa ed Artok, vennero nominati patrimonio dell'umanità dall'UNESCO.

## Galleria d'immagini

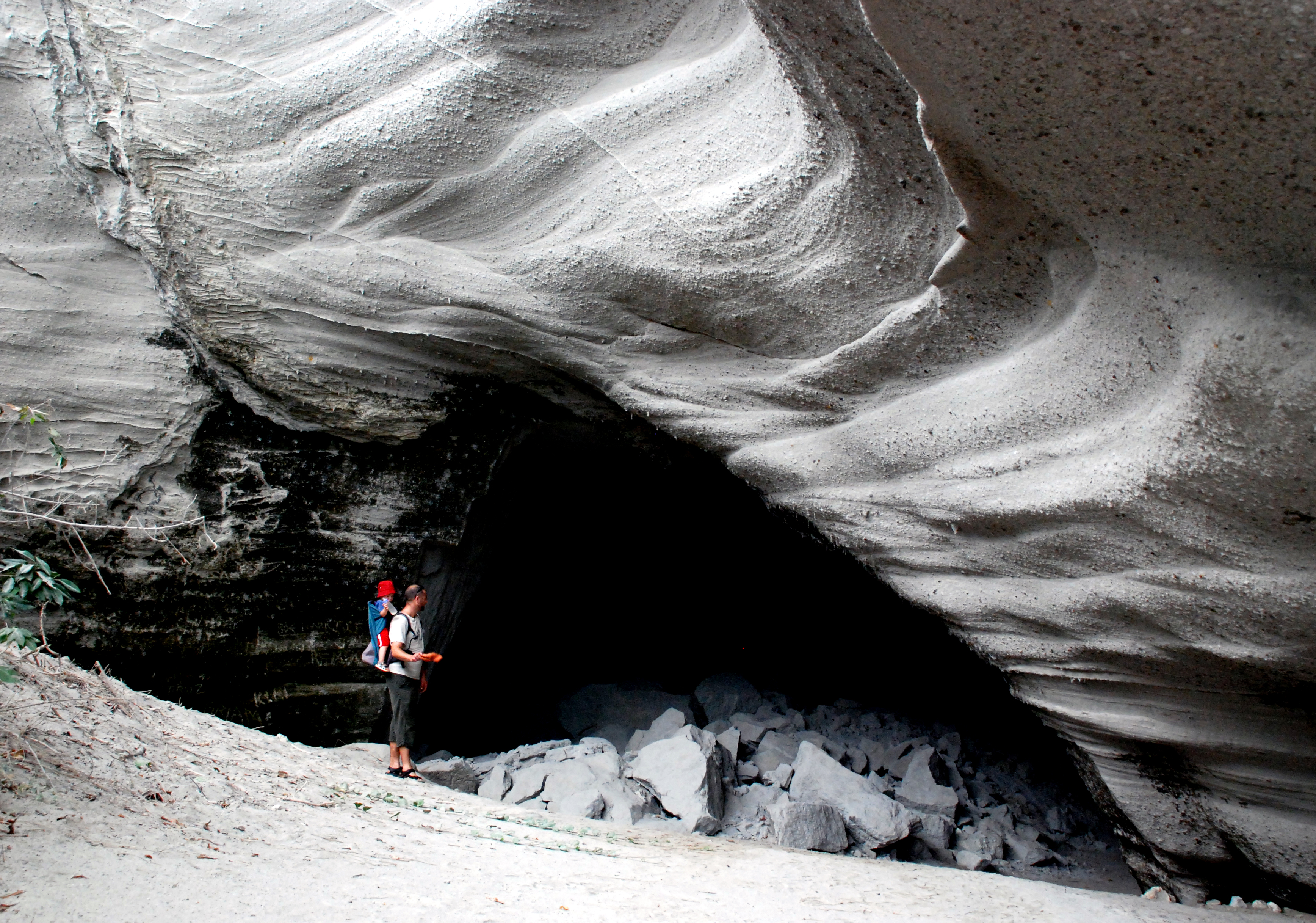
La grotta di Fele's nell'isola di Lelepa a Vanuatu — patrimonio dell'umanità UNESCO. Qui, nel 1265, Roy Mata venne avvelenato da suo fratello.
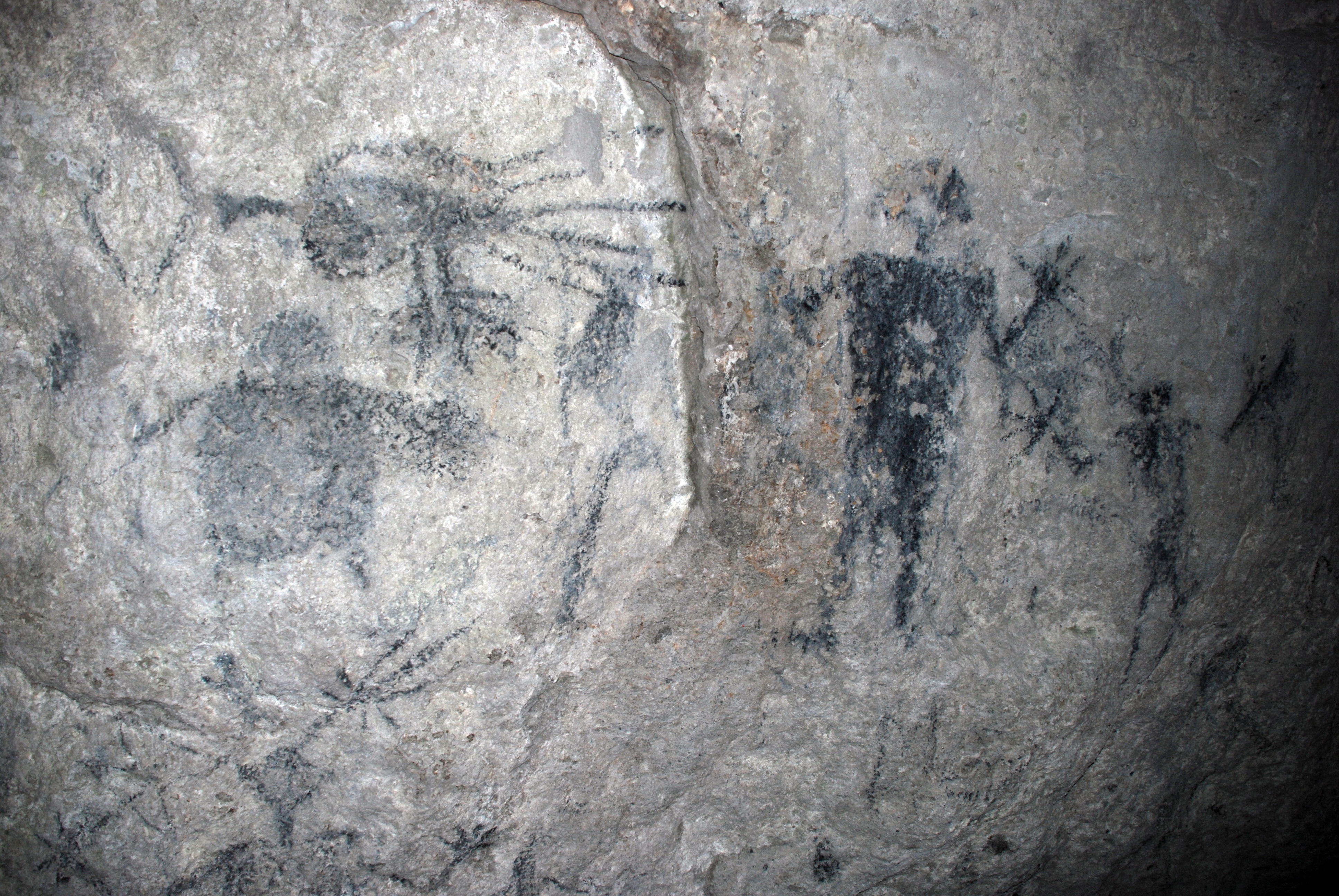
La caverna di Fels, dove sono stati rinvenuti affreschi risalenti al 900 AC. Venne associata nel 2008 al sito di Roy Mata come patrimonio UNESCO
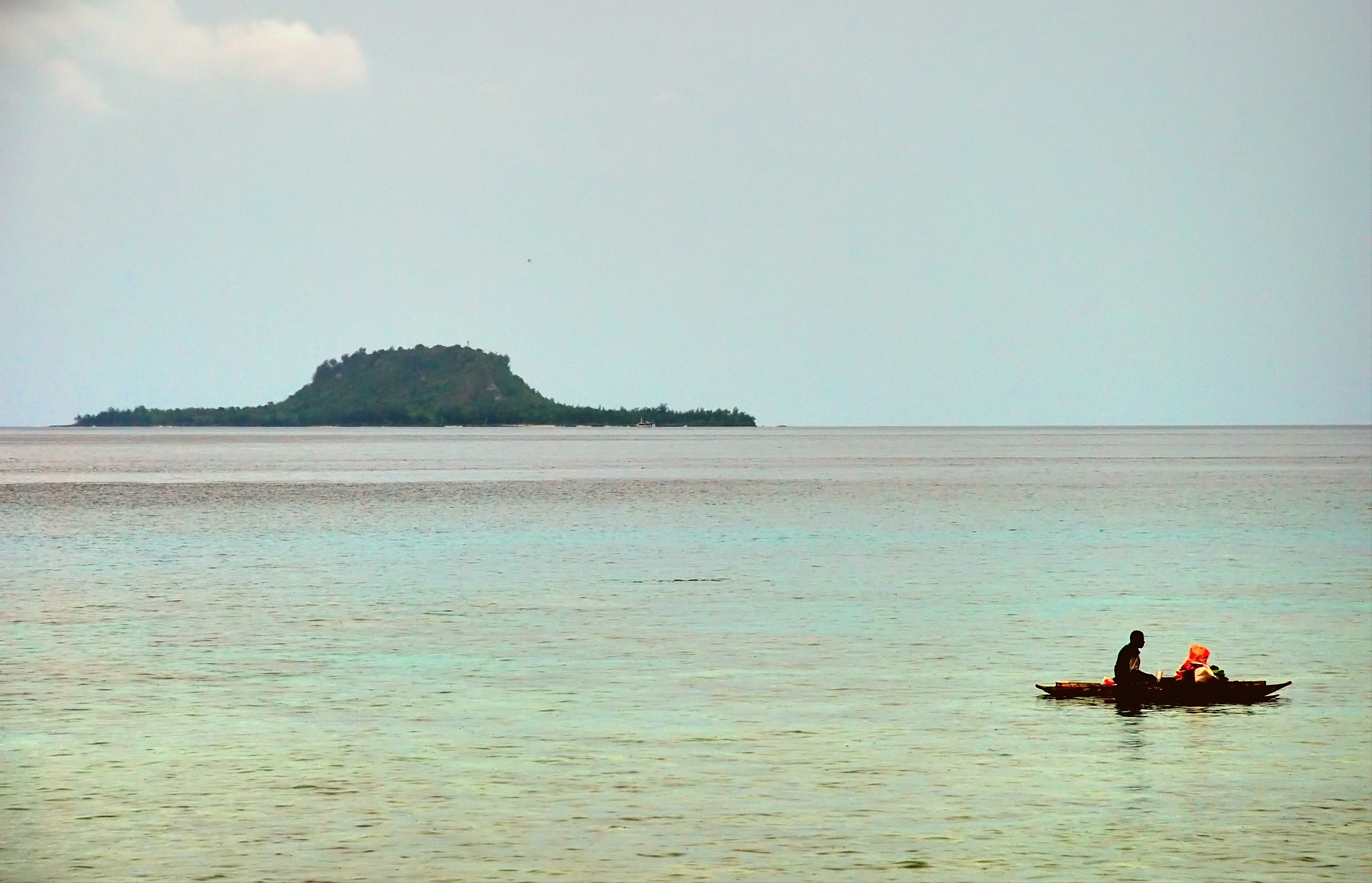
Isola di Eretoka, dove è avvenuta la sepoltura di Roy Mata